# Hideto Tanihara
Hideto Tanihara (jap. 谷原 秀人, Tanihara Hideto; * 16. November 1978 in Onomichi, Präfektur Hiroshima) ist ein japanischer Profigolfer der Japan Golf Tour.
Tanihara wurde 2001 Berufsgolfer und spielt seit 2002 regelmäßig auf der Japan Golf Tour. Dort hat er bislang acht Turniersiege erreicht und über 400 Millionen Yen an Preisgeldern erzielt.
Internationale Beachtung fand Tanihara bei den Open Championship im Juli 2006 im Royal Liverpool Golf Club in Hoylake, wo er den fünften Platz erreichte und über 230.000 Euro Preisgeld gewann.

## Japan Golf Tour Siege
- 2003: Mandom Yomiuru Open
- 2004: Asia Japan Okinawa Open (2003 stattgefunden, wird zur Saison 2004 gezählt)
- 2006: JCB Classic Sendai, Sun Chlorella Classic
- 2007: Fujisankei Classic, Suntory Open
- 2008: Munsingwear Open KSB Cup, Asia-Pacific Panasonic Open

## Teilnahme an Mannschaftsbewerben
- World Cup: 2006, 2007

## Ergebnisse bei Major Championships
| Tournament            | 2003 | 2004 | 2005 | 2006 | 2007 | 2008 | 2009 | 2010 | 2011 | 2012 | 2013 | 2014 |
| --------------------- | ---- | ---- | ---- | ---- | ---- | ---- | ---- | ---- | ---- | ---- | ---- | ---- |
| The Masters           | DNP  | DNP  | DNP  | DNP  | CUT  | DNP  | DNP  | DNP  | DNP  | DNP  | DNP  | DNP  |
| U.S. Open             | DNP  | DNP  | DNP  | DNP  | DNP  | DNP  | DNP  | DNP  | DNP  | DNP  | DNP  | DNP  |
| The Open Championship | CUT  | DNP  | DNP  | T5   | CUT  | CUT  | DNP  | DNP  | DNP  | DNP  | DNP  | DNP  |
| PGA Championship      | DNP  | DNP  | DNP  | T55  | DNP  | DNP  | DNP  | DNP  | DNP  | DNP  | DNP  | CUT  |

WD = aufgegeben

DNP = nicht teilgenommen

CUT = Cut nicht geschafft

„T“ geteilte Platzierung

Grüner Hintergrund für Sieg 

Gelber Hintergrund für Top 10